# Jurki (województwo lubelskie)
Jurki – wieś w Polsce położona w województwie lubelskim, w powiecie radzyńskim, w gminie Kąkolewnica.
Wieś szlachecka położona była w drugiej połowie XVI wieku w ziemi łukowskiej województwa lubelskiego. 
W latach 1975–1998 miejscowość administracyjnie należała do województwa bialskopodlaskiego.
Wieś stanowi sołectwo gminy Kąkolewnica. Według Narodowego Spisu Powszechnego z roku 2011 wieś liczyła 183 mieszkańców.